# تندی کورپوریشن

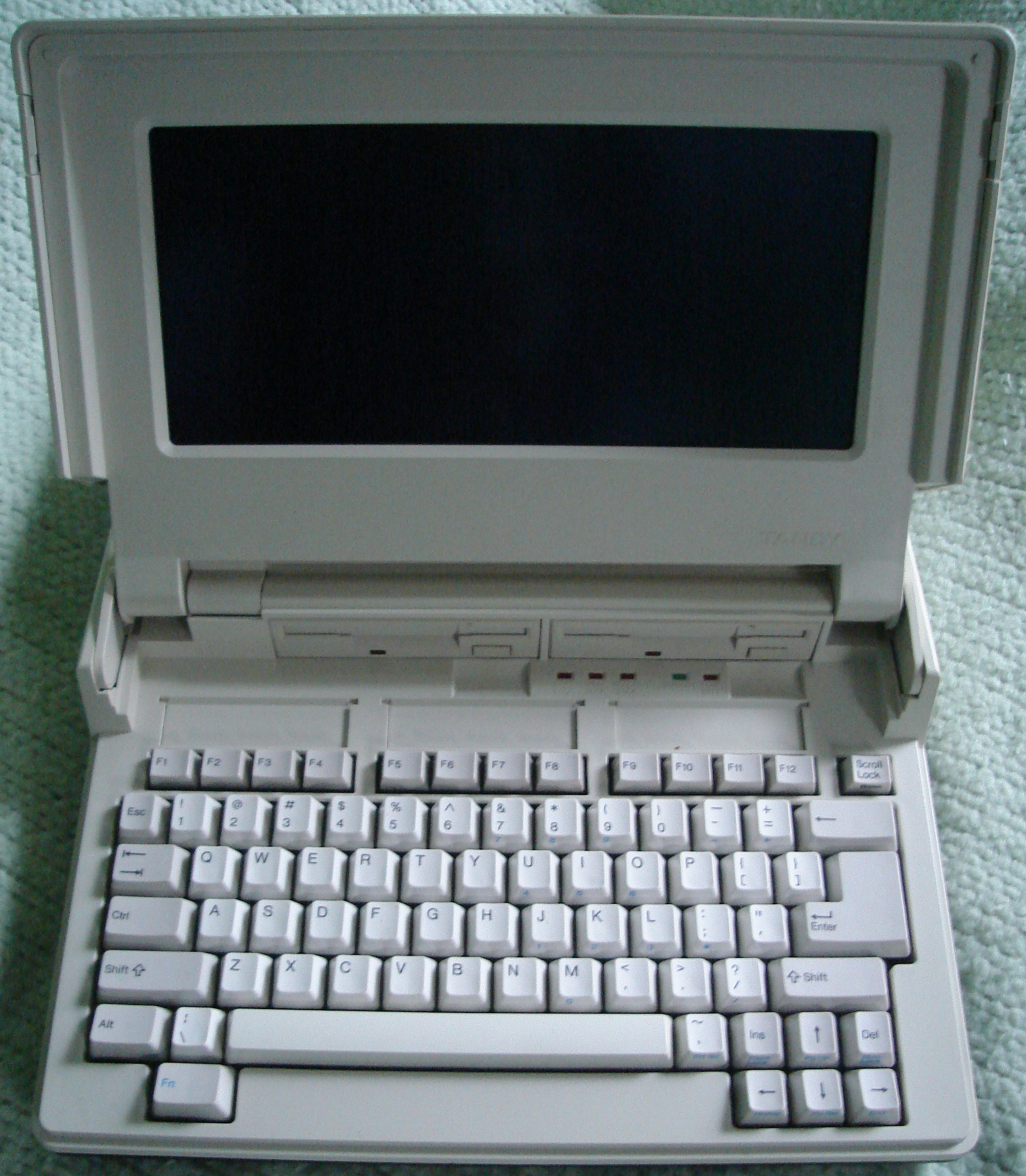

شرکت تندی (به انگلیسی: Tandy Corporation) یک شرکت آمریکایی بود که با ِآغاز بکار در سال ۱۹۱۹ در فورت وورث ایالت تگزاس در زمینه محصولات چرمی و بویژه کفش‌های چرمی فعال شد. این شرکت بعدها به بازار لوازم الکترونیک از جمله رایانه نیز وارد شد.
این شرکت پس از فراز و نشیب‌های بسیار، در سال ۲۰۰۰ میلادی از بین رفت و شرکت رادیوشک سهام این شرکت را خرید.